# 체코슬로바키아
체코슬로바키아(체코어: Československo 체스코-슬로벤스코[*], 슬로바키아어: Česko-Slovensko 체스코-슬로벤스코, 문화어: 체스꼬슬로벤스꼬)는 1918년부터 1992년까지 (제2차 세계 대전 기간을 제외하고) 중앙유럽에 있었던 공화국이다. 1993년 1월 1일 체코와 슬로바키아로 나뉘었다.
"체코슬로바키아"를 국명으로 사용한 정체는 총 다음과 같다.
- 체코슬로바키아 제1공화국: 1918년~1938년
- 체코슬로바키아 제2공화국: 1938년~1939년
- 체코슬로바키아 제3공화국: 1945년~1948년
- 체코슬로바키아 제4공화국: 1948년~1960년
- 체코슬로바키아 사회주의 공화국: 1960년~1990년
- 체코슬로바키아 연방공화국: 1990년~1992년

## 역사
원래 이 나라는 오스트리아-헝가리 제국으로부터 독립할 때 "보헤미아 왕국"이라는 이름으로 독립할 계획이었으나, 1918년 11월 12일, 군주제를 폐하고 제국 국호도 폐함으로써 공화국이 되었다. 체코슬로바키아는 혼합국가의 모습을 띈다. 산업화된 오스트리아에 속했던 체코 지역(보헤미아, 모라비아, 슐레지엔)은 농업 중심의 후진적인 헝가리에 속했던 슬로바키아 지역과 대조된다. 게다가 이 나라는 게르만족이 매우 강력한 소수민족을 구성하고 있었다.(35% 정도). 체코의 중산계급이 주도하는 (토마시 가리크 마사리크와 에드바르트 베네시가 이끄는) 정부의 중앙집권 정책은 슬로바키아인과 특히 "노스트리피카티온"(사회안정을 위한 체코슬로바키아 계획)으로 피해를 입은 게르만족의 저항을 야기했다.
제2차 세계 대전이 일어나기 몇달 전인 1939년에는 나치 독일에 불법 점령을 당했다. 1941년 12월에 나치 독일에 선전 포고를 한 바가 있어서 연합국이라 봐야 옳다. 제2차 대전 중에 소련군에 의해 해방되자 런던에 망명했던 에드바르트 베네시 대통령이 귀국하여 신정부를 조직하였다. 1946년의 총선거에서는 공산당이 제1당이 되어 당수 클레멘트 고트발트(1946년에 수상, 1948년부터 1953년까지는 대통령)가 연립내각을 조직하였지만, 1948년 2월의 무혈 쿠데타를 통하여 공산당이 정권을 잡았다. 1960년에는 신헌법이 채택되어 현 국명으로 개칭하였다. 1968년 집권한 알렉산데르 둡체크(당제1서기)를 비롯한 개혁파들은 먼저 민주화를 시도했으나 이같은 움직임을 자본주의 부활이라고 경계해오던 소련 등 바르샤바 조약기구 5개국 군대가 무력으로 그 해 8월 21일 밤 체코를 강제로 점령하고, 시민들의 민주화 운동을 강제로 막음으로써 실패로 끝났다. 이로 인해 전 세계의 비난이 가중되기도 하였다.(→프라하의 봄) 1969년 1월 체코와 슬로바키아의 연방제가 수립되었다.
1989년 당시 슬로바키아에게 평화로운 완전 자치를 주었고, 1993년에 평화롭게 분리되었다.

## 정치
1939년 나치의 점령 후 혼란이 이어지다가 1948년 바츨라프 성에서 인민공화국이 선포되었고, 1989년에 시민 혁명을 통해 다시 민주화되었다.

## 종교
대부분이 가톨릭을 믿었다. 하지만 15세기에 얀 후스에 의해 체코 종교개혁 이후 개신교를 믿는 사람들이 생기기 시작하였다.
그러나 가톨릭을 믿는 합스부르크왕가가 보헤미아를 지배하면서 급속하게 가톨릭화가 진행되었고 페르디난트 2세의 박해로 개신교를 억압했다. 이에 보헤미아의 개신교 귀족들이 가톨릭 교인들을 창밖으로 투척한 "창 밖 투척사건"이 벌어지면서 30년 전쟁으로 발발하였고 빌라 호라 전투 이후 개신교 동맹이 패배하며 가톨릭으로 바뀌었다. 이후 합스부르크 왕가의 지배를 받으면서 개신교가 멸절 상태가 되고, 개신교인들은 뿔뿔이 흩어지게 된다.

## 지리

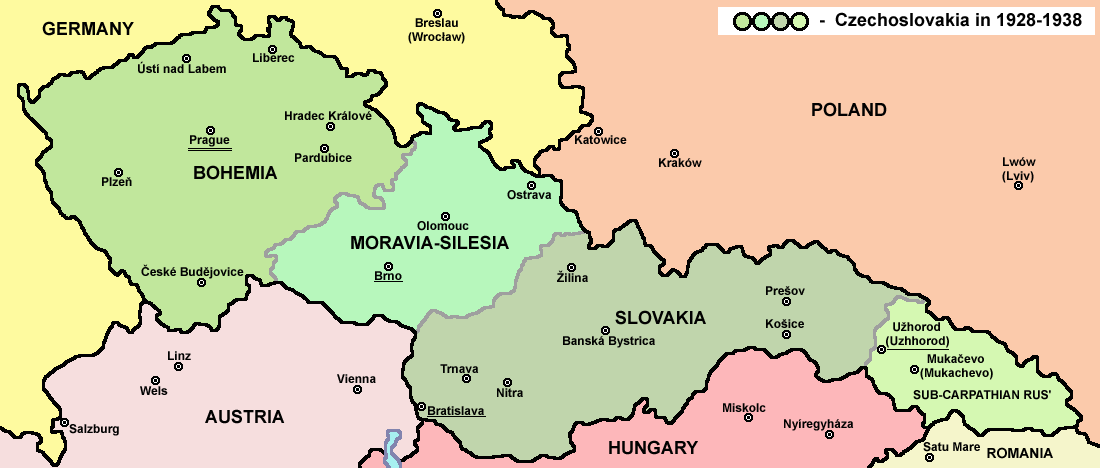
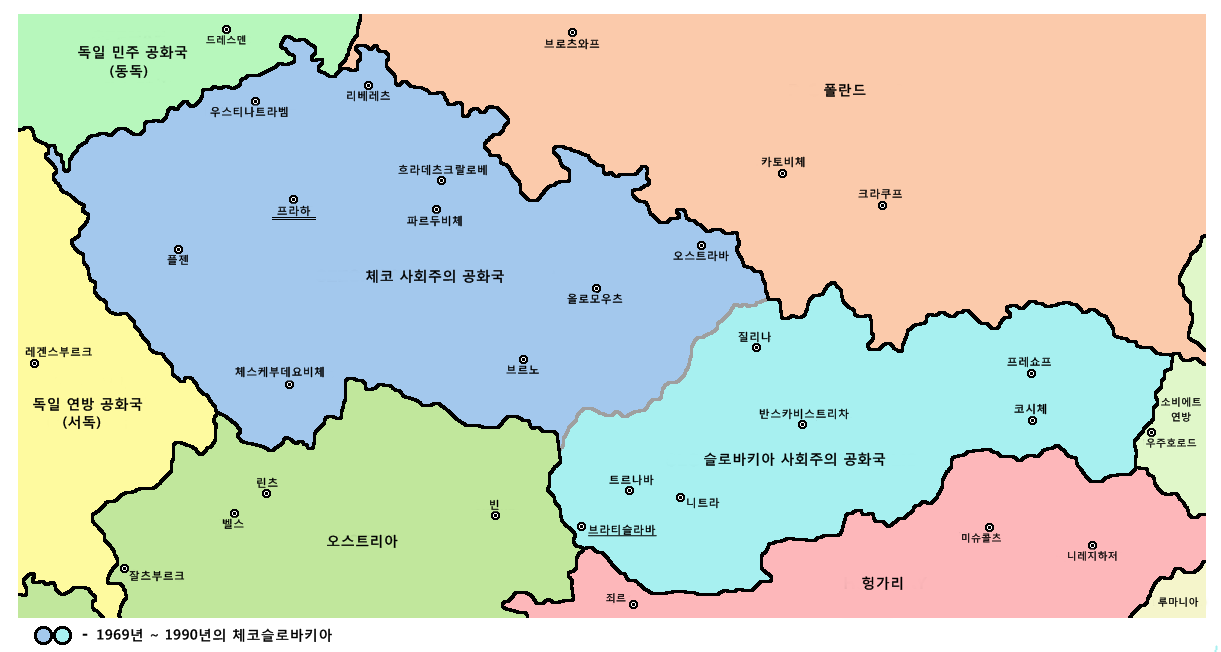

## 같이 보기
- 옛 나라 목록